# Пицале
Пицале (итал. Pizzale) је насеље у Италији у округу Павија, региону Ломбардија.
Према процени из 2011. у насељу је живело 573 становника. Насеље се налази на надморској висини од 77 м.

## Становништво
Према резултатима пописа становништва 2011. у општини је живело 722 становника.
| 1931. | 1936. | 1951. | 1961. | 1971. | 1981. | 1991. | 2001. | 2011. |
| ----- | ----- | ----- | ----- | ----- | ----- | ----- | ----- | ----- |
| 1.339 | 1.355 | 1.263 | 1.133 | 1.017 | 853   | 721   | 640   | 722   |